# MY ALL YUKI KOYANAGI SINGLES 1999-2003
「MY ALL <YUKI KOYANAGI SINGLES 1999-2003>」（マイ・オール <ユキ・コヤナギ・シングルス 1999-2003>）は、小柳ゆき初のベスト・アルバム。2004年1月28日発売。発売元はワーナーミュージック・ジャパン。

## 解説
デビュー5周年を記念した初のベスト・アルバム。1999年から2003年までに発表されたシングルを収録。3rdシングル「あなたのキスを数えましょう Opus II」は1stシングル「あなたのキスを数えましょう 〜You were mine〜」リメイク楽曲のためか未収録。16thシングル「Love knot 〜愛の絆〜」と同時発売。CD+DVDの2枚組形態となっており、DVDには本作収録楽曲のミュージック・ビデオが収録（13th「Lovin you」を除く）

## 収録曲

### DISC.1（CD）
1. あなたのキスを数えましょう 〜You were mine〜
1stシングル
2. fairyland
2ndシングル
3. 愛情
4thシングル
4. can't hold me back
4thシングル
5. be alive
5thシングル
6. きよしこの夜〜ホワイト・クリスマス〜
6thシングル
7. DEEP DEEP
7thシングル
8. beautiful world
8thシングル
9. my all..
9thシングル
10. remain〜心の鍵
10thシングル
11. HIT ON
11thシングル
12. Endless
12thシングル
13. Lovin you
13thシングル
14. ON THE RADIO
14thシングル
15. 恋のフーガ
15thシングル

### DISC.2（DVD）
1. あなたのキスを数えましょう〜You were mine〜
2. fairyland
3. 愛情
4. can't hold me back
5. be alive
6. Koyanagi the Christmas〜ホワイト・クリスマス
7. DEEP DEEP
8. beautiful world
9. my all..
10. remain〜心の鍵
11. HIT ON
12. Endless
13. ON THE RADIO
14. 恋のフーガ